# Brian Priske
Brian Priske Pedersen, född 14 maj 1977, är en dansk före detta fotbollsspelare och sedermera tränare. Han spelade 24 matcher för Danmarks landslag mellan 2003 och 2007 och var med i Danmarks trupp vid EM i fotboll 2004.
Hans son August Priske är också fotbollsspelare, för närvarande i Djurgårdens IF.